# Eunica taurione
Eunica taurione är en fjärilsart som beskrevs av Jacob Hübner 1832. Eunica taurione ingår i släktet Eunica och familjen praktfjärilar. Inga underarter finns listade i Catalogue of Life.